# Непоље
Непоље (алб. Nepolë) је насељено место у општини Пећ, на Косову и Метохији. Према попису становништва из 2011. у насељу је живело 398 становника.

## Становништво
Према попису из 2011. године, Непоље има следећи етнички састав становништва:
| Националност | 2011.        |
| Албанци      | 337 (84,67%) |
| Египћани     | 32 (8,04%)   |
| Роми         | 29 (7,29%)   |
| Укупно       | 398          |

| Демографија | Демографија | Демографија |
| Година      | Становника  | Становника  |
| ----------- | ----------- | ----------- |
| 1948.       | 294         |             |
| 1953.       | 331         |             |
| 1961.       | 384         |             |
| 1971.       | 526         |             |
| 1981.       | 547         |             |
| 1991.       | 571         |             |
| 2011.       | 398         |             |